# Georg Stiernhielm
Georg Stiernhielm (Svartskär, Dalarna, 1598 — Estocolmo, 1672) foi um linguista e poeta sueco. É conhecido como o ”pai da arte poética sueca” (den svenska skaldekonstens fader).
Em 1668, publicou a coletânea de poemas Musæ Suethizantes, na qual está incluído o seu poema mais famoso, o poema épico Hercules, em versos hexamétricos.

## Vida
Stiernhielm nasceu na propriedade da família Gammelgården, na aldeia Svartskär, na paróquia de Vika, em Dalarna, onde seu pai, Olof Markvardsson, da nobre família mineira Stierna, era mineiro e meirinho. O sobrenome Stiernhielm, literalmente "Star Helmet", foi tirado mais tarde na vida, quando ele foi criado na nobreza sueca. Ele cresceu na região de Bergslagen, onde seu pai trabalhava com a indústria de mineração. Stiernhielm recebeu sua primeira escola em Västerås, mas também foi educado na Alemanha e na Holanda.
Em 1636 ele obteve a mansão Vasula perto de Tartu, na Estônia, e viveu lá até 1656, quando se mudou devido à guerra com a Rússia de volta para Estocolmo. Ele foi eleito membro da Royal Society of London em dezembro de 1669.

## Trabalhos
Ele foi um pioneiro da linguística e, mesmo que muitas de suas conclusões mais tarde se provassem erradas, foram aceitas por seus contemporâneos. Stiernhielm tentou provar que o gótico, que ele equiparou ao nórdico antigo, era a origem de todas as línguas, e que os países nórdicos eram a vagina gentium , o local de nascimento dos humanos.
Sua obra mais famosa é "Hércules", um poema épico em hexâmetro, sobre como Hércules em sua juventude é tentado por Fru Lusta ("Sra. Lust") e suas filhas a escolherem um estilo de vida imoral para seu futuro. A alegoria, conhecida como Hércules na encruzilhada, pode ser rastreada até o sofista ateniense Pródico de Ceos, conforme preservado em Xenofonte.
Stiernhielm foi o primeiro poeta sueco a aplicar os medidores de versos de poetas antigos à língua sueca, modificando seu princípio de sílabas longas e curtas para um princípio de sílabas tônicas e átonas, que melhor se adequa à fonologia do sueco, usando ideias desenvolvidas por Martin Opitz e depois teoricamente aplicado ao sueco por Andreas Arvidi. Isso o tornou conhecido como "o pai da poesia sueca". Seu Musæ Suethizantes de 1668 é considerado o primeiro livro sueco importante de poesia.

## Obra
- Hercules (1658)
- Musæ Suethizantes (1668)